# Desley Ubbink
Desley Ubbink (Roosendaal, 15 juni 1993) is een Nederlands voetballer die doorgaans als aanvaller speelt.

## Loopbaan

### Jeugd en Nederland
Ubbink begon met voetbal bij RKSV BSC en speelde daarna in de jeugd bij Feyenoord en RBC Roosendaal. Daarna keerde hij terug bij BSC waar hij ook een jaar in het eerste team speelde. Hierna kwam hij bij de RJO Willem II/RKC en bij RKC Waalwijk debuteerde hij op 25 september 2013 in de na verlenging verloren thuiswedstrijd om de KNVB Beker tegen Heracles Almelo als invaller voor Kenny Anderson.

### Kazachstan
Nadat hij in december 2013 op stage geweest was in Turkije, tekende Ubbink in februari 2014 voor drie jaar bij FC Taraz uit Kazachstan waar hij zijn competitiedebuut maakte. Toenmalig trainer van FC Tarazx, de Nederlander Arno Pijper had hem benaderd of hij belangstelling had. Vanaf november 2014 tot begin 2015 speelt hij bovendien zaalvoetbal bij Bristol Team/Osaka. Op 3 juli 2015 werd Ubbink gecontracteerd door Sjachtjor Karaganda waar hij een jaar voor zou uitkomen.

### Slowakije
Ubbink wilde hierna liever dichter bij zijn familie in Nederland gaan spelen. Een voormalig ploeggenoot van hem uit zijn tijd bij RKC, James Lawrence speelde inmiddels in Slowakije en attendeerde de Nederlandse eigenaar van zijn club, Tscheu La Ling op Ubbink. Vanaf begin 2017 speelde Ubbink bij deze club, AS Trenčín waar hij drie jaar tekende. In de eerste seizoenshelft van 2018 werd hij daar met vijf doelpunten en elf assists de meest waardevolle speler van AS Trencin. Eind juli 2019 liet hij zijn contract daar ontbinden. Hij speelde samen met andere Nederlandse voetballers als Aschraf El Mahdioui, Ricky van Haaren, Joey Sleegers, Philippe van Arnhem, Milton Klooster en Rodney Klooster en kwam in totaal meer dan tachtig wedstrijd voor de club uit. Na tweeën een half jaar liet hij zijn contract ontbinden.

### Polen
Eind oktober 2019 sloot hij aan bij het Poolse Podbeskidzie Bielsko-Biała dat uitkomt in de I liga. In 2020 promoveerde hij na een tweede plaats met zijn club naar de Ekstraklasa. Zelf kwam hij echter weinig aan spelen toe: tijdens zijn vierde wedstrijd scheurde hij zijn kruisband af en moest daarna langdurig revalideren in Nederland. In zijn tweede seizoen speelde hij regelmatig en viel op, waardoor hij een aanbieding elders kreeg.

### Roemenië
Medio 2021 ging Ubbink in Roemenië voor de voormalig landskampioen UTA Arad spelen. Hij zou hiervoor twee seizoenen als basisspeler uitkomen en miste geen enkele wedstrijd. Hierna wilde hij omdat hij inmiddels een gezin had echter liever terugkeren naar Nederland.

### Terugkeer naar Nederland
Op 7 augustus 2023 tekende Ubbink een contract voor het seizoen 2023/24 met een optie op nog een seizoen bij FC Emmen, dat uitkomt in de Eerste divisie. Op 5 oktober 2015 was Ubbink in Nederland veroordeeld tot een werkstraf van 160 uur, vanwege seksueel misbruik van een veertienjarig meisje. Toen hij acht jaar later tekende bij FC Emmen, leidde deze veroordeling tot commotie. De voorzitter van FC Emmen noemde de kwestie een privézaak.

### Terugkeer naar Roemenië
Medio 2024 keerde hij terug naar Roemenië bij Corvinul Hunedoara, uitkomend in de Liga 2. Hij debuteerde voor de club in de met 3-0 verloren wedstrijd tegen landskampioen FCSB om de Supercupa României 2024, waaraan zijn club als  bekerwinnaar deelnam. Verder kwam hij uit in de wedstrijden in de voorrondes van de UEFA Conference League en UEFA Europa League. Na de Europese uitschakeling van Corvinul Hunedoara, werd zijn contract eind augustus ontbonden. In januari 2025 sloot hij voor de rest van het seizoen 2024/25 aan bij FC Bihor Oradea in de Liga 2. In het seizoen 2025/26 komt Ubbink uit voor het net naar de Liga 1 gepromoveerde FC Metaloglobus Boekarest.

## Persoonlijk
Ubbink heeft een vriendin en een dochter.